# I Want Love
"I Want Love" é uma música de 2001 de Elton John, co-escrita com Bernie Taupin. Foi lançada como single do seu álbum Songs of the West Coast.
A música alcançou o top ten no Canadá e no Reino Unido. Nos Estados Unidos, "I Want Love" alcançou a posição 110a. na parada da Billboard Hot 100, "Bubbling Under", e número seis na tabela Música Contemporânea adulta. A canção também apareceu em um anúncio do  serviço postal nacional do Reino Unido, o Royal Mail, no qual Elton John aparece.
"I Want Love" foi nomeada para um Grammy Award em 2002 a Melhor Performance Vocal Pop Masculina.
O videoclipe foi filmado com o ator Robert Downey Jr. caminhando pela Mansão Greystone enquanto dubla a música. A diretora Sam Taylor-Wood fez 16 takes do vídeo e usou o último porque, de acordo com John, Downey parecia completamente relaxado, e "A maneira como ele interpretou foi fantástico".
"I Want Love" está incluída como a segunda música na trilha sonora do filme de 2019 Rocketman.

## Paradas e posições
| Parada (2001-02)                               | Melhor posição |
| ---------------------------------------------- | -------------- |
| Austrália (Kent Music Report)                  | 63             |
| Bélgica                                        | 65             |
| Canadá RPM Top Singles                         | 7              |
| Holanda (Single Top 100)                       | 31             |
| Nova Zelândia (RIANZ)                          | 49             |
| Suíça                                          | 31             |
| UK Singles Chart (The Official Charts Company) | 9              |
| US Billboard Bubbling Under                    | 110            |
| US Billboard Adult Contemporary                | 6              |

## Versão de Chris Stapleton
Chris Stapleton fez uma versão de "I Want Love" na primavera de 2018, está incluída na coletânea, Restoration: Reimagining the Songs of Elton John and Bernie Taupin.